# Edmund Allenby, 1. Viscount Allenby

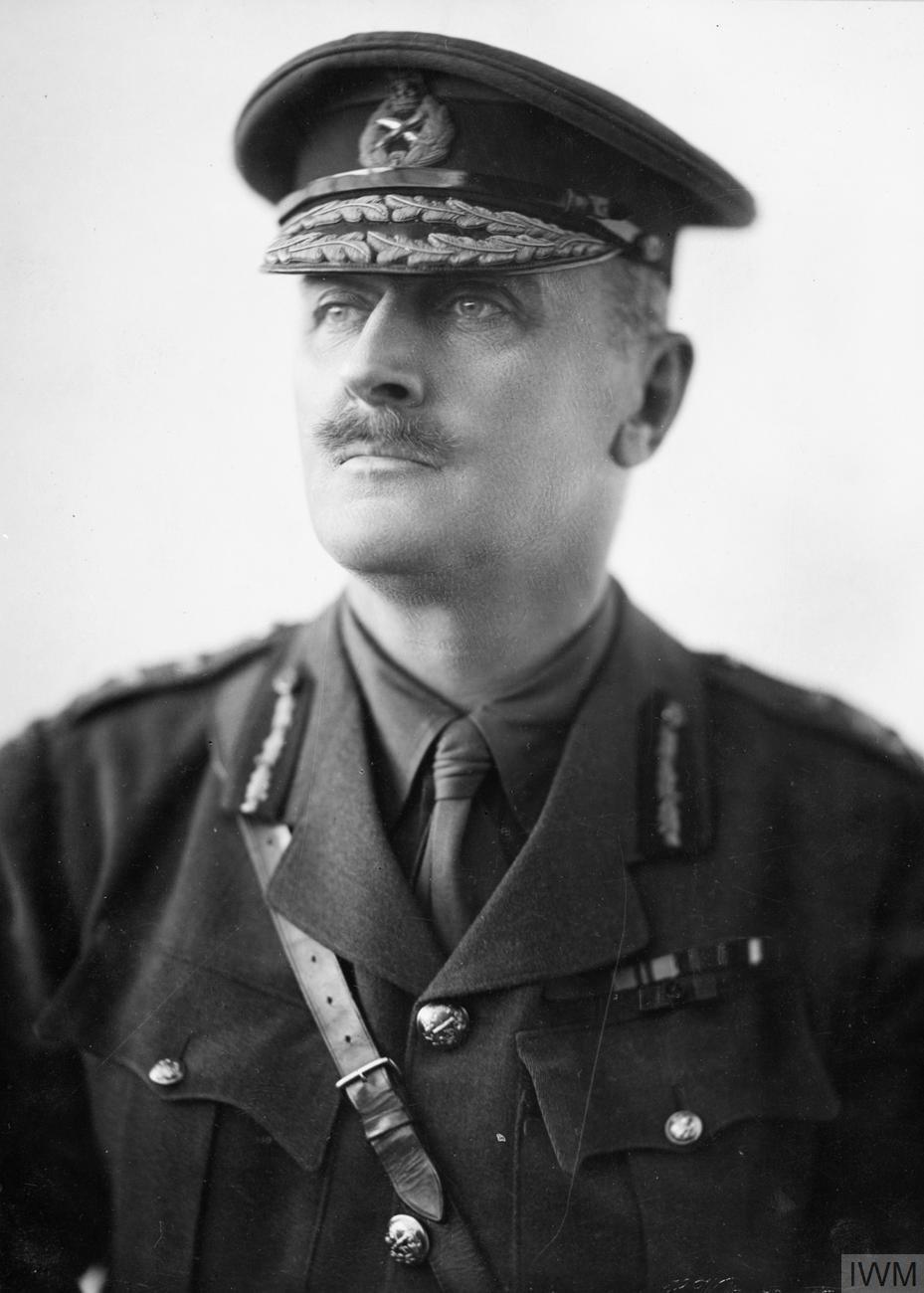
Edmund Allenby (1917)

Edmund Henry Hynman Allenby, 1. Viscount Allenby GCB, GCMG, GCVO (* 23. April 1861 in Brackenhurst Hall, Nottinghamshire; † 14. Mai 1936 in London) war ein britischer Feldmarschall, der im Ersten Weltkrieg insbesondere als Kommandeur der alliierten Truppen auf dem Sinai und in Palästina 1917/18 berühmt wurde.

## Leben
Edmund Allenby besuchte zunächst das Haileybury and Imperial Service College. Nachdem zwei Versuche, die Aufnahmeprüfung für den Indian Civil Service zu bestehen, gescheitert waren, bestand er die Prüfung für das Royal Military College in Sandhurst. Zwischen 1884 und 1890 war er in Betschuanaland (Botswana) und Zululand stationiert. Danach kehrte er mit seinem Kavallerieregiment ins Vereinigte Königreich zurück. Dort besuchte er den Stabsoffizierslehrgang am Staff College Camberley und war anschließend einige Zeit in Irland stationiert.
Am 30. Dezember 1896 heiratete er Adelaide Mabel Chapman, die Tochter eines Gutsbesitzers aus Wiltshire. Mit ihr hatte er seinen Sohn Horace Michael Hynman Allenby (1898–1917).

### Burenkrieg
Allenby nahm am Zweiten Burenkrieg (1899 bis 1902) als Kommandeur von Kavallerieeinheiten teil. Zunächst als stellvertretender Bataillonskommandeur, dann als Chef einer Kavallerieschwadron war er an der Verteidigung der nördlichen Grenze der Kapkolonie beteiligt. Auch an der Befreiung der belagerten Stadt Kimberley nahm er teil. Dabei machte er die Bekanntschaft von Cecil Rhodes. Später war seine Einheit an der Eroberung von Bloemfontein, Johannesburg und Pretoria beteiligt.
Während des folgenden Guerilla-Krieges war Allenby dann Kommandeur einer gemischten Kolonne, die trotz erheblicher Belastungen bis Kriegsende im Einsatz war. Zu diesem Zeitpunkt hatte er den Rang eines Obersts erreicht.
In den Jahren vor dem Ersten Weltkrieg wurde Allenby wiederum mehrfach befördert, 1909 war er als Major-General Inspekteur der Kavallerietruppen. In diesem Amt machte er sich wegen seiner brüsken Manieren und seiner Pedanterie wenige Freunde. Er erhielt – auch aufgrund seiner Statur – den Spitznamen „der Bulle“.

### Erster Weltkrieg

#### Westfront
Im Ersten Weltkrieg (1914 bis 1918) führte Generalmajor Allenby zunächst die Kavalleriedivision an der Westfront, die nach der Schlacht bei Mons den Rückzug der British Expeditionary Force zur Marne deckte. Er wurde am 10. Oktober 1914 zum Lieutenant-General befördert und befehligte das Kavalleriekorps in der Ersten Flandernschlacht. Während der Zweiten Flandernschlacht wurde er am 6. Mai 1915 zum Kommandeur des V Corps ernannt. Im Oktober 1915 stieg er zum Befehlshaber der 3. Armee an der Westfront auf.
Ein ständiges Problem waren Allenbys andauernde Differenzen mit Feldmarschall Douglas Haig über taktische Fragen. Nachdem es seinen Truppen in der Schlacht bei Arras 1917 nicht gelungen war, einen Durchbruch auszunutzen, wurde er durch Julian Byng als Armeekommandeur ersetzt.

#### Palästinafront

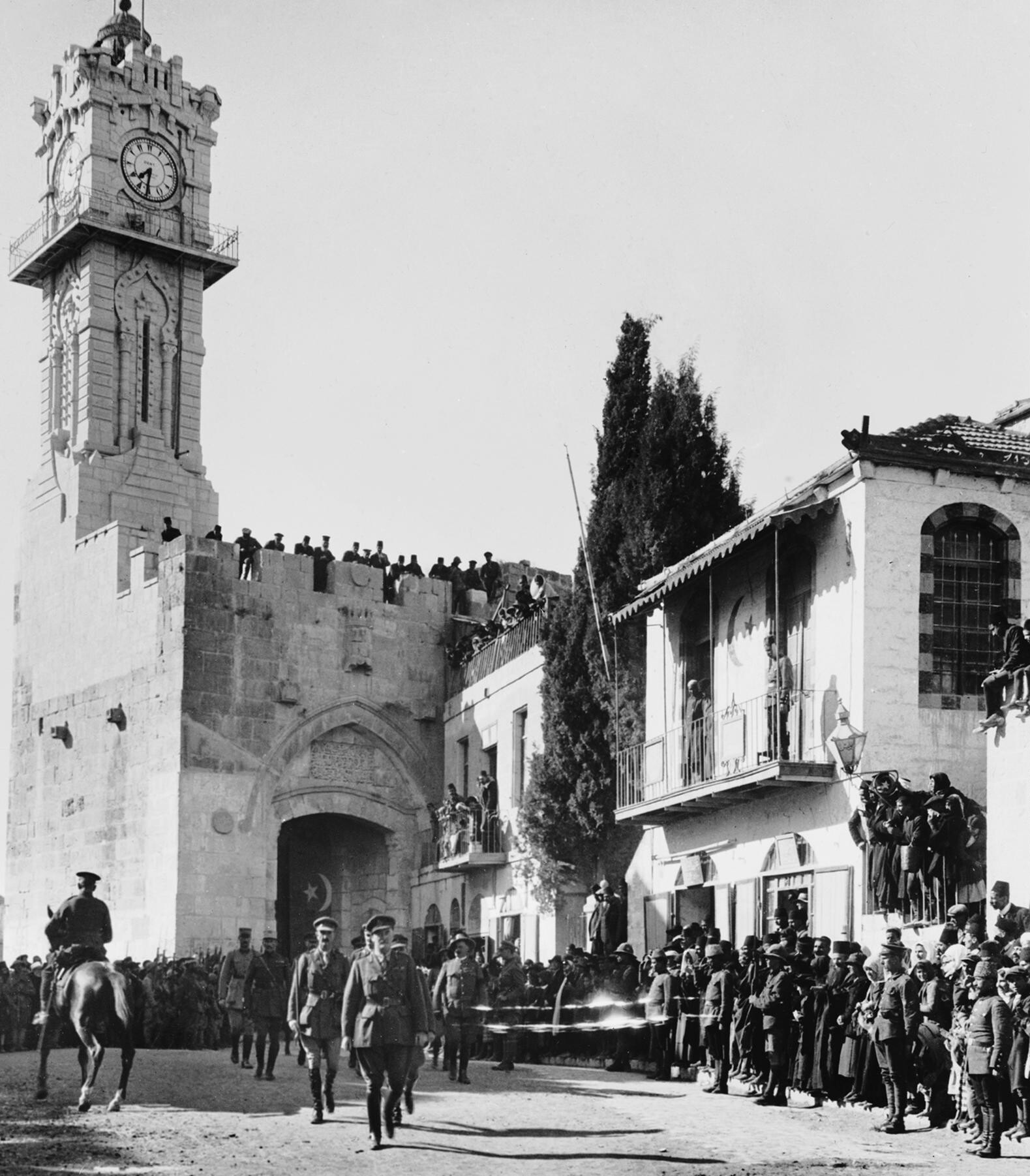
Allenby zieht im Dezember 1917 durch das Jaffa-Tor in Jerusalem ein.

Am 28. Juni 1917 wurde Allenby zum Oberbefehlshaber der britischen Truppen in Ägypten, der Egyptian Expeditionary Force (EEF), ernannt und begann mit einer erfolgreichen Offensive gegen die Osmanische Armee an der Palästinafront. Der letzte erfolgreiche Kavallerieangriff der Geschichte wurde am 31. Oktober 1917 unter Allenby von der australischen 4th Light Horse Brigade und der britischen 5th Mounted Brigade bei der Eroberung von Be’er Scheva geführt. Am 7. November nahm er Gaza ein, das von den deutschen Befehlshabern der osmanischen Truppen stark befestigt worden war. Daraufhin brach der osmanische Widerstand zusammen und Allenby konnte am 16. November Jaffa erobern und am 9. Dezember Jerusalem einnehmen. Beim Einmarsch in die Altstadt bestand er darauf, zu Fuß zu gehen, um seine Ehrfurcht zu demonstrieren. Die britische Presse veröffentlichte eine Karikatur, in der der Kreuzfahrer Richard Löwenherz aus dem Himmel auf Jerusalem herunterblickt und sagt: „Mein Traum wurde doch noch wahr.“ Später wehrte sich Allenby gegen Behauptungen, er habe nach der Eroberung Jerusalems davon gesprochen, „der Kreuzzug sei jetzt beendet“.
Mitte Januar 1918 verlegte Allenby sein Hauptquartier von Kelab, etwa drei Kilometer südwestlich von Chan Yunis, ins Schulgebäude des Syrischen Waisenhauses in Bir Salem. Dort suchte ihn am 3. April 1918 Chaim Weizmann mit einer zionistischen Delegation auf, um nach drei Tagen des Antichambrierens Palästina als Staat für das jüdische Volk zu fordern. Allenby erwiderte, dass seine Aufgabe Kriegführung und Eroberung sei, für Politik und Staatsgeschäfte sei London zuständig.
Allenbys Truppen hatten die Küstenebene bis nördlich Tel Avivs und östlich Petach Tikwas eingenommen. Allenbys Hauptquartier wurde eines der meist fotografierten Ziele der Luftaufklärung der bayerischen Fliegerabteilung 304.
Im Frühjahr 1918 wurden britische Truppen aufgrund der dortigen deutschen Offensive an die Westfront verlegt. Damit waren weitere Angriffe vorerst nicht möglich. Auch in dieser Zeit unterstützte Allenby aber T. E. Lawrence, der die Araber auf die Seite der Briten zog, in erheblichem Umfange finanziell.
Nachdem Allenby durch Truppen aus dem Britischen Empire Verstärkung erhalten hatte, bereitete er im September von Bir Salem aus die letzte Offensive vor. Am 19. September 1918 besiegte er die Osmanische Armee, die durch einige deutsche Truppen (Asien-Korps) verstärkt worden war, bei Megiddo. Dabei wurden zwei osmanische Armeen fast vollständig vernichtet. Er besetzte am 1. Oktober 1918 Damaskus und am 25. Oktober Aleppo.

### Nachkriegszeit
Nach der osmanischen Kapitulation wurde Allenby zum Feldmarschall ernannt und als Viscount Allenby, of Megiddo and of Felixstowe in der Grafschaft Suffolk zum Peer erhoben (7. Oktober 1919).
Von 1919 bis 1925 war Allenby als Nachfolger Reginald Wingates der britische Hochkommissar im Sultanat Ägypten. Hier hatte er die nationalistischen Unruhen und Streiks für eine Unabhängigkeit des Landes zu bekämpfen. Allenby setzte gegenüber der britischen Regierung die Entlassung Ägyptens in die Unabhängigkeit durch, sicherte aber gleichzeitig den weiteren Einfluss Großbritanniens. So blieben u. a. weiterhin britische Truppen im Land stationiert; vor allem kontrollierte Großbritannien weiterhin den Suezkanal.
1925 schied er aus dem aktiven Dienst aus. Allenby starb 1936 in London. Er wurde eingeäschert, seine Urne in der Westminster Abbey neben der Lord Plumers beigesetzt.
Da sein einziger Sohn bereits 1917 als Soldat an der Westfront gefallen war, erbte sein Neffe Dudley Allenby seinen Adelstitel.

## Sonstiges
Die Allenby-Brücke, die den Fluss Jordan überspannt und Jericho in der West Bank mit dem Königreich Jordanien verbindet, ist nach ihm benannt, da die historisch originale Brücke 1918 in seinem Auftrag gebaut wurde.
In David Leans Filmklassiker Lawrence von Arabien (1962) wurde Allenby von Jack Hawkins gespielt.
Das größte Jahresfest in Port Said ist ein al-Limbi genannter, Karneval-ähnlicher Umzug im Frühjahr am ersten Montag nach dem koptischen Osterfest. Der Name ist von Allenby abgeleitet, der als eine verhasste Symbolfigur des Kolonialismus in Form einer mit Stoffresten bekleideten Strohpuppe nachts durch die Straßen getragen und nach Mitternacht schließlich auf einem Scheiterhaufen verbrannt wird.